# 班德尔
班德尔（Bhander），是印度中央邦Datia县的一个城镇。总人口20667（2001年）。

## 人口
该地2001年总人口20667人，其中男性11043人，女性9624人；0—6岁人口3311人，其中男1784人，女1527人；识字率68.03%，其中男性为76.24%，女性为58.61%。